# Нечаянная Радость

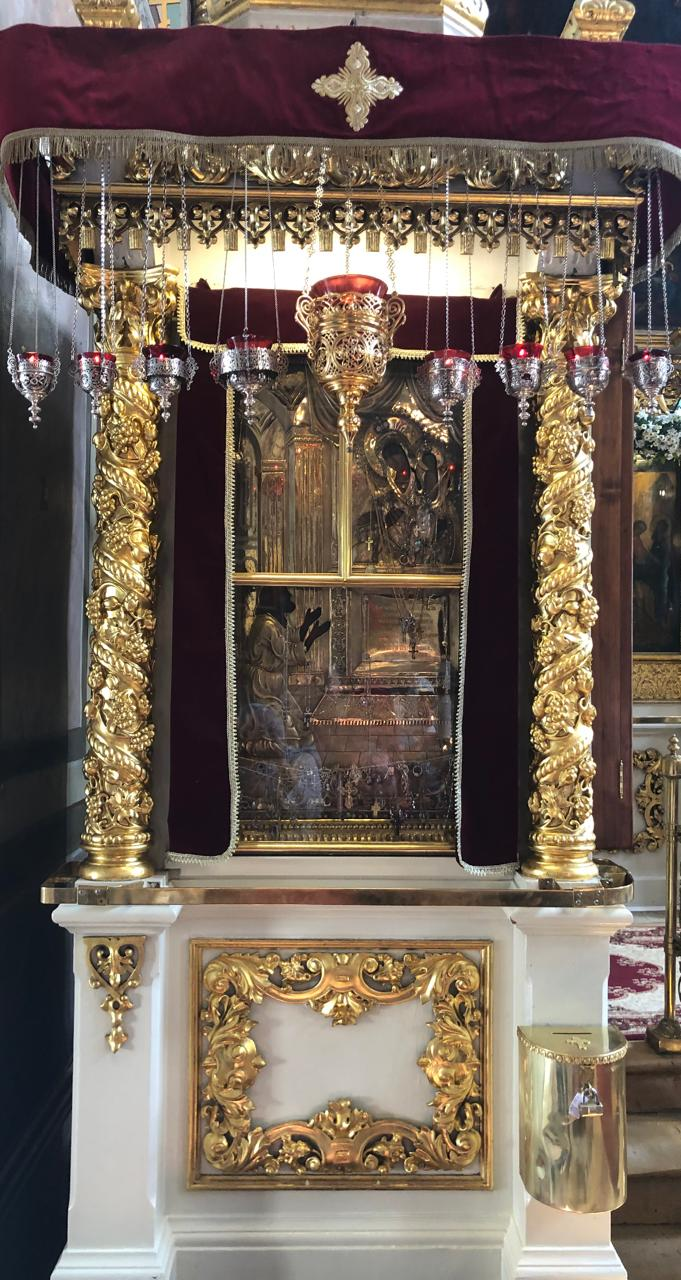
Чтимая икона «Нечаянная Радость» в храме Ильи Обыденного, Москва

Икона Божией Матери «Нечаянная Радость» — почитаемая чудотворной в Русской православной церкви икона Богородицы. Празднование совершается (по юлианскому календарю): 1 мая и 9 декабря.

## История
Иконография образа возникла под влиянием рассказа о чудесном видении грешника, описанном Димитрием Ростовским в сочинении «Руно орошенное» (1683). История, записанная святителем, рассказывает, что некий человек имел обычай каждый день молиться перед иконой Богородицы, а потом идти на замышленное им злое дело. Но однажды во время молитвы он «видит образ движущимся и живую Богородицу с Сыном своим. Смотрит, открылись язвы Младенца на руках и ногах, и в боку, и течет из них кровь потоками, как на Кресте». В страхе человек спросил Деву Марию о язвах и ранах Богомладенца и получил ответ, что грешники вновь и вновь распинают Иисуса Христа и заставляют её скорбеть от их дел. Грешник настойчиво просил Богородицу помиловать его и помолиться об этом Её Сыну. Богоматерь согласилась, но трижды Иисус отвергал её моление о прощении грешника.

Тогда Мать посадила Сына и хотела к Его ногам припасть, но Сын возопил: «Что хочешь сотворить, о Матерь?» — «Буду, — говорит, — лежать у ног Твоих с этим грешником, доколе не простишь ему грехи».

Тогда сказал Сын: «Закон повелевает, чтобы Сын чтил Мать, правда же хочет, чтобы Законодавец Сам был исполнителем закона. Я Сын Твой, Ты же Мать Моя, и Я должен Тебя чтить, слушая Твои моления. Да будет, как хочешь: ныне прощаются грехи ему Тебя ради. В знамение же прощения пусть лобызает язвы Мои».

Поцеловав язвы Богомладенца, грешник пришёл в чувство, и видение исчезло. После этого он исправил свою жизнь. Прощение грехов стало для него «нечаянной радостью» и дало название появившейся на основе этой истории иконографии Богоматери.

## Иконография
Композиция иконы точно повторяет рассказ святителя Димитрия Ростовского. В левом углу помещают молящегося беззаконного человека, который стоит на коленях перед образом Одигитрии. На Богомладенце изображают разорванную одежду и язвы. Под иконой помещают начальные слова истории из «Руна орошенного» или молитву иконе; из уст грешника может исходить лента со словами его моления к Богородице.

## Чтимые списки

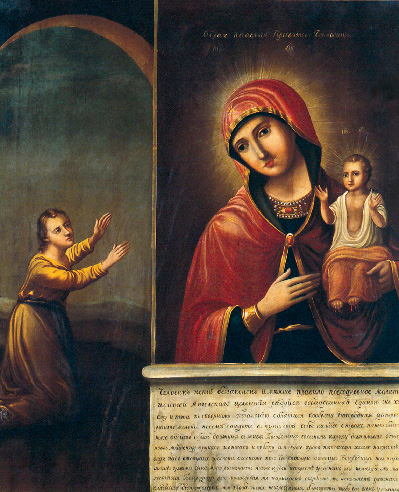

До революции 1917 года наиболее известный чтимый список иконы «Нечаянная Радость» находился в московской церкви Неопалимой Купины в Хамовниках. Он был пожертвован в храм в 1835 году по завещанию Александры Куницыной. Предание приписывает ему возвращение в 1838 году слуха вдове Анисье Степановой. Другой почитаемый список находился в кремлёвской церкви Благовещения на Житном дворе.
В настоящее время чтимые списки иконы находятся в следующих храмах:
- храм Илии Пророка в Обыденском переулке — список иконы, почитавшийся патриархом Пименом[3], перенесённый из церкви Благовещения на Житном дворе[4];
- храм иконы Божией Матери «Нечаянная радость» в Марьиной Роще — список, почитаемый чудотворным[5];
- храм мучеников Адриана и Натальи в Бабушкине;
- храм Вознесения Господня на Гороховом поле;
- храм Воскресения Словущего в Даниловской слободе;
- храм Спаса Преображения на Песках — список, почитаемый чудотворным[6].
- Храм Всех Святых во Всехсвятском.
- Храм Воскресения Словущего на Ваганьковском кладбище.

## В музыке
- иерей Олег Скобля. Песня «Нечаянная Радость» (2000-е годы)[7].
- Светлана Копылова. Песня «Раскаявшийся грешник» (2000-е годы)[8].